# Лемминг, Эрик
Эрик Вальдемар Лемминг (швед. Eric Valdemar Lemming; 22 февраля 1880, Гётеборг — 5 июня 1930, Гётеборг) — шведский легкоатлет, трёхкратный чемпион летних Олимпийских игр.
Лемминг специализировался на метании копья, но на различных соревнованиях принимал участие в прочих дисциплинах. На своих первых Олимпийских играх 1900 в Париже он занял четвёртое место в прыжке в высоту, прыжке с шестом и метании молота. Также он стал восьмым в метании диска, 12-м в прыжке в длину, а в тройном прыжке его результат неизвестен.
На внеочередной Олимпиаде 1906 в Афинах Лемминг участвовал уже в девяти дисциплинах, и выиграл четыре медали — золотую в метании копья и бронзовые в толкании ядра, десятиборье и перетягивании каната. Однако эти медали считаются неофициальными, так как соревнования организовывал не Международный олимпийский комитет.
Через два года Лемминг участвовал в Играх 1908 в Лондоне, на которых метание копья было официально включено в программу. Он стал двукратным чемпионом в метании копья двумя разными стилями, а также соревновался в метании молота и диска (тоже двумя стилями).
На своей последней Олимпиаде 1912 в Стокгольме Лемминг защитил свой титул в метании копья, установив новый олимпийский рекорд, а также стал четвёртым в метании двумя руками.
За свою карьеру Лемминг устанавливал пять неофициальных рекордов мира в метании копья. В 1912 году, после Олимпиады, в Стокгольме он показал результат 62,34 м, и это стало первым официальным рекордом мира.